# Salitrillo, Michoacán de Ocampo
Salitrillo är en ort i Mexiko.   Den ligger i kommunen Turicato och delstaten Michoacán de Ocampo, i den södra delen av landet, 250 km väster om huvudstaden Mexico City. Salitrillo ligger 842 meter över havet och antalet invånare är 105.
Terrängen runt Salitrillo är lite bergig. Runt Salitrillo är det ganska glesbefolkat, med 25 invånare per kvadratkilometer. Närmaste större samhälle är Cuitzián Grande, 11,1 km öster om Salitrillo. I omgivningarna runt Salitrillo växer huvudsakligen savannskog.